# Калина Вескова
Калина Иванова Вескова (Катя) е българска партийна деятелка и партизанка.
Калина Вескова е родена в София на 10 октомври 1922 година. Участва в Съпротивителното движение през Втората световна война като влиза в редицита на Партизански отряд „Чавдар“. Убита в сражение с жандармерията.